# Brutal death metal
Brutal death metal – odmiana death metalu charakteryzująca się bardzo ciężkim, intensywnym brzmieniem, dużym udziałem perkusji oraz zazwyczaj bardzo nisko nastrojonymi gitarami. Tempo jest w tym gatunku mniej zróżnicowane niż w łagodniejszych odmianach gatunku - jest niemal zawsze bardzo szybkie, przez co tremolo przestaje być środkiem akcentującym koniec taktu i zlewa się z partią prowadząca. Gitara basowa bardzo często jest mocno przesterowana i przyjmuje rolę zbliżoną do gitary rytmicznej. W jeszcze większym stopniu niż w łagodniejszych odmianach stylu wykorzystuje się skale chromatyczne, przez co struktura kompozycji jest wybitnie "riffowa" - aż do całkowitego zarzucenia tradycyjnego podziału na zwrotki, refreny i łączniki. 
Teksty zwykle poruszają brutalną tematykę, np. morderstwa, gwałty itp. Są jednak wyjątki od tej reguły. I tak na przykład Nile w warstwie tekstowej porusza tematy związane ze starożytnym Egiptem i Mezopotamią, a Wormed koncentruje swe teksty na planisferze. Dodatkowo wiele zespołów ma teksty o przesłaniu antychrześcijańskim (np. amerykańskie Disgorge, Immolation, Liturgy, Vital Remains). Brutal death metal jako styl wiele zawdzięcza goregrindowi i grindcore'owi, głównie w warstwie wokalnej i rytmice.
Wyjątkowo ciężkim podgatunkiem brutal death metalu jest tzw. "slam", który kładzie jeszcze większy nacisk na brutalność i zarzucenie melodii na rzecz riffów. Slam charakteryzuje się bardzo prostymi i powolnymi riffami, wysokim dźwiękiem werbla i gardłowym wokalem; blast beaty są używane rzadko.